# Villa General Belgrano
Pour les articles homonymes, voir Belgrano.
Villa General Belgrano est une localité argentine située dans le département de Calamuchita, dans la province de Córdoba. Elle se situe également à 90 km au sud de la capitale provinciale. Elle est située dans la vallée de Calamuchita, entourée de montagnes, à 9 km au nord de Santa Rosa de Calamuchita, et également à 35 km au nord de la ville d'Embalse.
Elle est une petite ville avec une architecture typiquement bavaroise, émergeant de ses premiers colons : des immigrants allemands (127 familles qui ont fait la plus grande colonie allemande en Argentine), des immigrants suisses (34 familles), des immigrants italiens (25 familles) et des immigrants autrichiens (19 familles).

## Histoire
La région a été habitée par les Comechingóns, qui ont été soumis et réduits par l'invasion espagnole des XVIe et XVIIe siècles. Au cours du XVIIIe siècle, il y avait une présence importante des jésuites autour de la zone de Los Reartes.
L'endroit, connu sous le nom de Los Sauces, était habité depuis la fin du XVIIIe siècle par des familles créoles qui travaillaient dans l'agriculture et l'élevage. En 1929, Paul Friedrich Heintze arrive à cet endroit avec l'objectif d'y établir une coopérative agricole. Avec le soutien financier de Jorge Kappuhn, il achète et vend les terres, qui sont offertes presque exclusivement à des familles d'origine allemande.
En 1932, les premiers colons se sont établis (quinze familles) et doivent faire face à des conditions climatiques difficiles et au manque d'irrigation dans la vallée. Cependant, ils ne quittent pas l'endroit et, en 1935, ils réussissent à obtenir qu’un contingent de familles liées à des écoles allemandes à Buenos Aires passe ses vacances à Los Sauces. À partir de cette initiative, de nouveaux colons rejoindront les précédents, attirés selon leurs histoires par la beauté du paysage, donnant une nouvelle impulsion à la ville. En 1937, elle reçoit le nom de Villa Calamuchita.
En 1940, avec la croissance de la ville, un groupe de marins du cuirassé Admiral Graf Spee, interné sous contrôle judiciaire fédéral argentin, s'installe dans la ville. Le gouvernement allemand demande à l'Argentine que les marins lui soient remis pour être jugés, chose que le gouvernement argentin rejette.
Depuis lors, la ville a acquis son empreinte d’Europe centrale typique. La conjonction entre l'environnement naturel et l'architecture bavaroise en fait un site différent dans la région des Sierras de Córdoba. En 1943, la situation politique en Argentine était instable et la discussion sur la neutralité pendant la Seconde Guerre mondiale était au centre du débat. Cependant, le gouvernement argentin conserve sa position de neutralité historique, la même position qu'il avait adoptée pendant la Première Guerre mondiale. Cela a permis au pays de continuer à commercer avec les Alliés, sans que les navires marchands argentins ne soient attaqués par des sous-marins allemands. Dans ce contexte, un drapeau argentin est brûlé dans la ville. Trois des marins internés sont accusés du méfait, mais aucune preuve n'est retenue. Cependant, en raison de cet épisode, la législature provinciale décide de changer le nom de la ville pour la baptiser Villa General Belgrano, en hommage au général Manuel Belgrano, une figure militaire et politique de la libération du pays et créateur du drapeau argentin, et le jour de la fondation de la ville est établi au 11 octobre 1932.
La ville a été déclarée municipalité en 1953 et, en octobre 1957, une grande fête a eu lieu pour marquer l'asphaltage de la rue principale. Cette fête est à l'origine de la fête de la bière, déclarée d'intérêt provincial en 1967 et appelée « Fête nationale de la bière » depuis 1980. L'Oktoberfest argentin attire chaque année plus de 150 000 visiteurs dans la ville. À cette fête la plus connue de la ville, se sont ajoutées d'autres fêtes telles que la Fête de la pâte viennoise, le Festival du chocolat alpin, la Foire de Noël et le carnaval tyrolien qui constituent un calendrier des événements qui témoigne de la vocation touristique de la localité.

## Démographie
La ville a 7 795 habitants (Indec, 2010), soit une augmentation de 32 % par rapport au précédent recensement de 2001 qui comptait 5 888 habitants.

## Culture

### Fêtes nationales

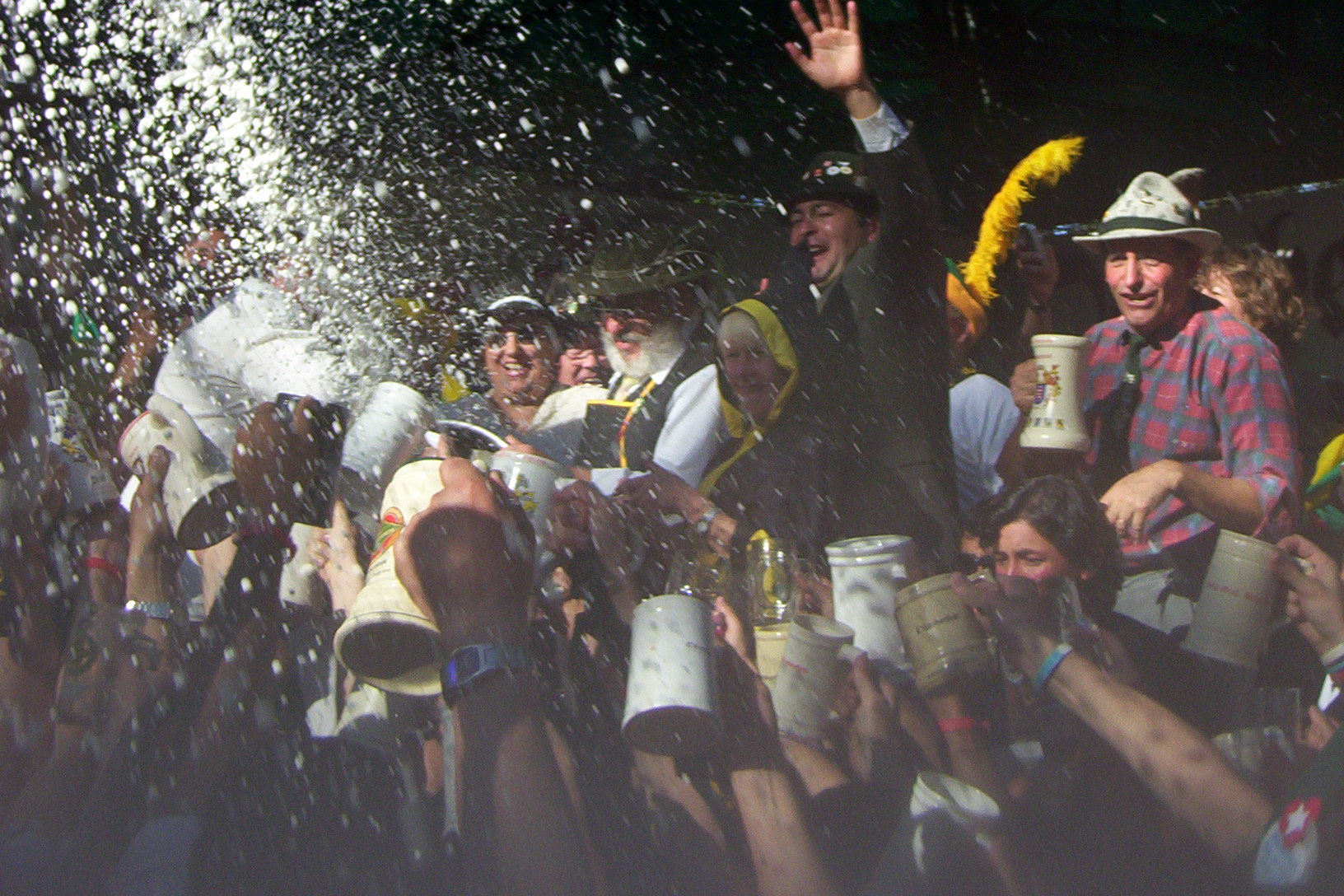
La fête allemande de l'Oktoberfest à Villa General Belgrano en 2006.

La ville est le siège de trois fêtes nationales. Le festival le plus populaire est la Fête nationale de la bière (espagnol : « Fiesta Nacional de la Cerveza »), également connue sur le nom d'Oktoberfest, en allemand.

### Langues
En plus de l'espagnol, l'allemand est également parlé et enseignée.

## Jumelage
- Sigriswil (Suisse)